# Henri-Sébastien Blaze
Pour les articles homonymes, voir Blaze.
Henri-Sébastien Blaze, né le 15 février 1763 à Cavaillon où il est mort le 11 mai 1833, est un compositeur et écrivain français.

## Biographie
Fils d'un notaire, il fait ses études à Paris (1779) et devient notaire à Avignon.
Élève de Séjan, membre associé de l'Institut, classe des Beaux-Arts, de 1800 à 1833, il est administrateur du département de Vaucluse après le 9 thermidor.
Il est le père du critique musical Castil-Blaze, du pharmacien militaire et écrivain Sébastien Blaze (1785-184?) et de l'écrivain Elzéar Blaze ainsi que le grand-père de l'auteur Henry Blaze de Bury.

## Œuvres
On lui doit, entre autres, des romances, des sonates, des duos pour harpe et violon et une messe à trois voix qui obtinrent de brillants succès.
- Au nom du département de Vaucluse et du district d'Avignon (1795)
- Sémiramis (opéra)
- L'Héritage (opéra) (1800)
- Requiem (pour les funérailles du duc de Montebello)
- Deux Concerto pour le clavecin ou le forte-piano avec l'accompagnement de deux violons et basse obligés, deux flûtes et deux cors ad libitum (1785)
- Julien, ou le Prêtre (roman) (1805)